# Sân bay Aosta
Sân bay Aosta hay Sân bay Corrado Gex (tiếng Ý: Aeroporto Valle d'Aosta hay Aeroporto Corrado Gex di Aosta) (IATA: AOT, ICAO: LIMW) là một sân bay ở Aosta, một thành phố ở vùng thung lũng Aosta (Valle d'Aosta) của Italia.

## Các tuyến bay theo lịch trình
- Air Vallee (Rome-Fiumicino)[4]

## Các tuyến đã chấm dứt
- Air Vallee (Turin)